# Cydrela brunnea
Cydrela brunnea là một loài nhện trong họ Zodariidae.
Loài này thuộc chi Cydrela. Cydrela brunnea được Marx miêu tả năm 1893.